# 鷲宮社 (久喜市)
鷲宮社（わしのみやしゃ）は、埼玉県久喜市の神社。

## 歴史
長禄年間（1457年 - 1460年）に創建された。その後、1695年（元禄8年）に白石与右衛門によって再勧請されている。与右衛門在世中の八甫村には、当時1000石の年貢が課されていた。その年貢の負担で村内が疲弊していたことから、与右衛門は村を代表して鷲宮神社に年貢軽減の祈願をしたところ、翌年から900石に年貢が軽減された。与右衛門はこれに感謝して、鷲宮神社より分霊を勧請して社殿を建てたと伝えられる。
1874年（明治7年）、近代社格制度に基づく「村社」に列せられた。

## 交通アクセス
- 東鷲宮駅より徒歩32分。